# Майкл Спенс
Майкл Спенс (англ. Michael Spence; нар. 7 листопада 1943, Монтклер, Нью-Джерсі, США) — американський економіст, лауреат Нобелівської премії з економіки (2001 р.) «за аналіз ринків з асиметричною інформацією».

## Біографія
Народився 7 листопада 1943 року в м. Монтклер (штат Нью-Джерсі).
У 1962 році закінчив Школу Торонтського університету (де був шкільним капітаном хокейної команди) та вступив до Принстона, де впродовж  4 років також грав у хокейній команді університету.
Після отримання в Принстоні ступеня бакалавра з відзнакою ( 1966 рік) вступив до  Колледжа Магдалини при Оксфорді, де у 1968 році отримав магістерський ступінь.
У 1972 році здобув ступінь доктора філософії у Гарвардському університеті .
Ще під час навчання в Гарварді розпочав викладацьку діяльність (викладав у 1971—1972 роках в Урядовій школі Джона Ф.Кеннеді при Гарвардському університеті).
Продовжив наукову діяльність у Стенфорді як:
- доцент (у 1973—1975  рр.)
- професор економіки (у 1975—1979 рр.), в цей же час (у 1977—1979 рр.) був членом економічної консультативної групи при Національному науковому фонді та  членом редакційних колегій журналів «Bell Journal of Economics», «Journal of Economic Theory» та «Public Policy»
- професор бізнес-адміністрування (у 1979—1983  рр.), у 1981 р.
- завідувач кафедри економіки (у 1983—1984  рр.), з 1983 року є членом Американської академії мистецтв та наук,  Економічного товариства  та Американської економічної асоціації.

У 1984—1990 рр. – знову в Гарварді, декан факультету мистецтв і наук. Крім того у 1986 році був обраний членом ради директорів «Polaroid», «Nike», «General Mills», «Siebel», «Exult Inc.» та ряду інших компаній.
У 1990—1999  рр. професор і декан, а з 2000  р. —  емерит-професор Стенфордської вищої школи бізнесу. Паралельно з цим у 1991—1997 рр. був головою  Національної ради по дослідженнях Ради з науки, технології та економічної політики, почесним запрошеним співробітником Ради з міжнародних відносин, старшим науковим співробітником Гуверівського Інституту  Стенфордського університету, головою Вченої Ради Азійського Глобального Інституту в Гонконзі.
У 2006—2010 рр. очолював Незалежну комісію зі зростання і розвитку, створення якої ініціював Світовий банк .
З 2010 р.— професор кафедри економіки та бізнесу Штернської Школи бізнесу при Нью-Йоркському університеті .
У 2012 р. передбачив можливість «фіскального обриву» в США, який відбувся в жовтні 2013 року.
Головний внесок в науку — розробка  Моделі сигналізування на ринку праці Спенса..

## Нагороди

Учасники круглого столу «Стратегія економічного зростання для України» (де обговорювалися напрацювання Комісії зі зростання і розвитку, очолюваної Майклом Спенсом), м.Київ, 29 травня 2018 р.

За досягнення у сфері економічної теорії неодноразово нагороджувався :
- 1966 — стипендія Родса,
- 1968 —стипендія Денфорта
- 1972 — премія Девіда Е. Уеллса за визначну докторську дисертацію
- 1975 — стипендяю Гуггенхайма[16],
- 1978 — премія Гелбрейта за визначні педагогічні успіхи
- 1981 — Медаль Джона Бейтса Кларка за значний внесок в економічну думку і знання
- 2001 — Нобелівська премія з економіки.

## Майкл Спенс і Україна
29 травня 2018 р. з ініціативи Національного Корпусу в Києві було проведено експертний круглий стіл, під час якого обговорювалися напрацювання Комісії зі зростання і розвитку, очолюваної Майклом Спенсом. За резолюцією даного круглого столу (на основі напрацювань Комісії Спенса) Національний Корпус презентував власну «Стратегію економічного зростання для України»
.

## Твори

### Книги
- Спенс М. Следующая конвергенция. Будущее экономического роста в мире, живущем на разных скоростях = The Next Convergence: The Future of Economic Growth in a Multispeed World (2011). — М. : Издательство Института Гайдара, 2012. — 336 с. — ISBN 978-5-93255-356-5.
- Spence M. Market Signaling: Informational Transfer in Hiring and Related Processes. — Cambridge, MA: Harvard University Press. 1974. ISBN 978-0-674-54990-6
- Spence M., Weitzman M. Regulatory Strategies for Pollution Control // Ed. A. F. Friedlaender / Approaches to Controlling Pollution, — M.I.T. Press, 1978
- Spence M., Caves R. E., Porter M. E. Industrial Organization in an Open Economy. — Harvard University Press, 1980
- Spence M., Hayes S., Marks D. Competitive Structure in Investment Banking. — Harvard University Press, 1983.

### Статті
- Спенс М. Вход, мощность, инвестиции и олигополистическое ценообразование = Entry, capacity, investment and oligopolistic pricing (1977) // Вехи экономической мысли: Т. 5. Теория отраслевых рынков / Под общ. ред. А. Г. Слуцкого. — СПб.:Экономическая школа, 2003. — 669 с. — ISBN 5-900428-76-1
- Spence M. Job market signalling [Архівовано 21 березня 2019 у Wayback Machine.] // Quarterly Journal of Economics, vol. 87 n.3, 1973, pp. 355–374. DOI:10.2307/1882010
- Spence M. Competitive and Optimal Responses to Signals: An Analysis of Efficiency and Distribution // Journal of Economic Theory, 7, 1974, pp. 296–332